# Ekaterina Demagina
Ekaterina Aleksandrovna Demagina, coniugata Ruzanova (in russo Екатерина Александровна Демагина-Рузанова?; Togliatti, 16 agosto 1982), è un'ex cestista russa.
Alta 175 cm, giocava come guardia.

## Carriera
Con la Russia ha disputato i Campionati mondiali del 2006 e i Campionati europei del 2007.